# Gabriela Schloesser
Gabriela Schloesser (Tijuana, 18 februari 1994) voorheen Gabriela Bayardo is een Mexicaans-Nederlandse boogschutster uitkomende voor Nederland. Tijdens de Olympische Spelen van 2020 won ze een zilveren medaille.

## Carrière
Schloesser plaatste zich, toen nog onder de naam Bayardo en uitkomende voor Mexico, in mei 2016 voor de Olympische Zomerspelen 2016 in Rio de Janeiro. Ze won tijdens dat olympisch toernooi in de eerste ronde van Shamoli Ray waarna ze in de tweede ronde van Lisa Unruh verloor. 
Tijdens de Olympische Spelen van 2020 in Tokio behaalde ze, op 24 juli 2021, een zilveren medaille op het onderdeel gemengd samen met Steve Wijler. Individueel won ze van Svetlana Gomboeva waarna ze bij de beste 32 zat maar verloor van Lisa Barbelin.
Op 10 mei 2024 zat ze samen met Quinty Roeffen en Laura van der Winkel in het team dat de finale bereikte van de Europese kampioenschappen boogschieten. Daarmee plaatste het team zich voor de Olympische Zomerspelen 2024. Hier bereikte het team op  28 juli 2024 een 4e plaats.

## Erelijst

### Olympische Spelen
- 2020:  Tokio (gemengd)

### Wereldkampioenschap
- 2019:  's-Hertogenbosch (gemengd)

### Europese Spelen
- 2019:  Minsk (individueel)

### Pan-Amerikaans kampioenschap
- 2012:  El Salvador (team)

### World Cup
- 2014:  Wrocław (team)
- 2016:  Medellin (team)
- 2017:  Marrakesh (indoor, individueel)
- 2021:  Februari (indoor, individueel)